# Larimus acclivis
Larimus acclivis is een  straalvinnige vissensoort uit de familie van ombervissen (Sciaenidae). De wetenschappelijke naam van de soort is voor het eerst geldig gepubliceerd in 1898 door Jordan & Bristol.
De soort staat op de Rode Lijst van de IUCN als niet bedreigd, beoordelingsjaar 2007.